# Могъщ вятър
„Могъщ вятър“ (на английски: A Mighty Wind) е щатска псевдодокументална комедия от 2003 г. за съвместния концерт на три фолк състава в телевизионно изпълнение за първи път от десетилетия. Филмът е по сценарий и режисура и се композира от Кристофър Гест.
Във филма участват Юджийн Леви, Катрин О'Хара, Майкъл Маккийн, Хари Шиърър, Фред Уилард, Боб Балабан, Ед Бегли младши, Дженифър Кулидж, Джон Майкъл Хигинс, Джейн Линч и Паркър Поузи.